# Nou Espai
El Nou Espai (en castellà i oficialment Nuevo Espacio) és un grup polític de l'Uruguai, fundat el 6 d'agost de 1994 i que actualment pertany a la coalició esquerrana del Front Ampli. Originalment va sorgir com una coalició electoral de la Llista 99, abreujada PGP, del PDC, i de la Unió Cívica.
Va ser fundat després de la desvinculació del PGP i del PDC del Front Ampli el maig de 1989, liderats per Hugo Batalla Parentini. En les eleccions de 1989 en va obtenir el 8,63% dels vots, assolint 9 diputats i 2 senadors; és en aquest moment que comença la carrera parlamentària de Rafael Michelini. El 1994, quan Hugo Batalla s'acosta a Julio María Sanguinetti Coirolo, una fracció del PGP liderada per Rafael Michelini es va oposar a una aliança amb el Partit Colorado, pel que es va formar el Nou Espai com a partit polític.
En les eleccions del 1999, el Nou Espai va tornar a comparèixer davant la ciutadania, ara en un escenari caracteritzat pels candidats únics; pràcticament va repetir la votació del 1994, però va perdre un diputat.
En les eleccions del 2004, un grup liderat per Michelini es va aliar amb el Front Ampli, creant-ne una nova coalició coneguda com a Trobada Progressista-Front Ampli-Nova Majoria. El FA va guanyar les eleccions d'aquest any, aconseguint un resultat històric que li va permetre accedir al poder per primera vegada en la seva història. Un grup de dirigents del Nou Espai, liderat per Pablo Mieres, es va oposar a aquesta aliança i va formar el Partit Independent (PI).
El 2009 el Nou Espai va participar de la creació d'una altra coalició esquerrana: el Front Líber Seregni.